# Vladimiro Feliz
Vladimiro Feliz (Porto, 5 de dezembro de 1973) é um político português. Exerceu funções de Vereador e Vice-Presidente na Câmara Municipal do Porto. Nas eleições autárquicas de 2021 foi eleito vereador Câmara Municipal do Porto pelo Partido Social Democrata.

## Vida Profissional
Licenciado em Engenharia Mecânica, opção de Gestão da Produção, pela Faculdade de Engenharia Universidade do Porto com formação executiva em finanças pela Porto Business School. A sua carreira tem sido marcada pela diversidade de mercados e funções, com uma carreira dividida entre o setor público e privado.
Iniciou a atividade profissional no Instituto Eletrotécnico Português na área de pré-venda e foi engenheiro de programa (Airbus A400M) na OGMA – Indústria Aeronáutica de Portugal. Entre outras experiências profissionais destacam-se a Presidência Executiva da Fundação para a Divulgação das Tecnologias de Informação e Presidência da Direção e Presidência da Mesa da Assembleia Geral da ADDICT – Agência para o Desenvolvimento das Indústrias e membro do Conselho Editorial da i9Magazine. 
Atualmente Preside à Secção de Cidades Sustentáveis e Saudáveis da APDC e desempenha funções como Diretor de Pessoas e Tecnologias Digitais no CEiiA – Centro de Engenharia e Desenvolvimento, onde foi, até final de 2018 Diretor de Sistemas de Informação e responsável pela Área de Smart Cities.

## Câmara Municipal do Porto
Exerceu diferentes funções na Câmara Municipal do Porto, primeiro como Administrador Executivo da Fundação Porto Social entre Outubro de 2005 e Maio de 2006, e mais tarde como Presidente do Conselho de Administração do Porto Digital entre Novembro de 2005 até Outubro de 2013. Durante este período aceitou novos desafios na autarquia portuense, em 2006, assumiu as funções de Diretor Municipal de Sistemas de Informação, até iniciar funções de Vereador da Educação, Juventude e Inovação, que desempenhou entre Janeiro de 2007 e Outubro de 2009. 
Em 2009 assumiu novos Pelouros como Vereador do Turismo, Inovação e Lazer, pelouros que manteve em simultâneo com o Pelouro Ambiente, entre Fevereiro e Setembro 2012, assumiu as funções de Vice-Presidente da Câmara Municipal do Porto em 2012 até ao final do mandato em Outubro de 2013. 
Ainda, no universo Câmara Municipal do Porto, desempenhou as funções de Membro da Direção do Museu da Ciência e Indústria do Porto entre Janeiro de 2007 e Dezembro de 2009, foi Vice-Presidente, desde Fevereiro de 2010, e depois Presidente da Direção da Associação de Turismo do Porto entre Novembro de 2011 e Outubro de 2013. Entre Outubro de 2009 e Outubro de 2013 exerceu as funções de Presidente do Conselho de Administração da Porto Lazer, E.M. [atualmente designada por Ágora - Cultura e Desporto do Porto, E.M.].

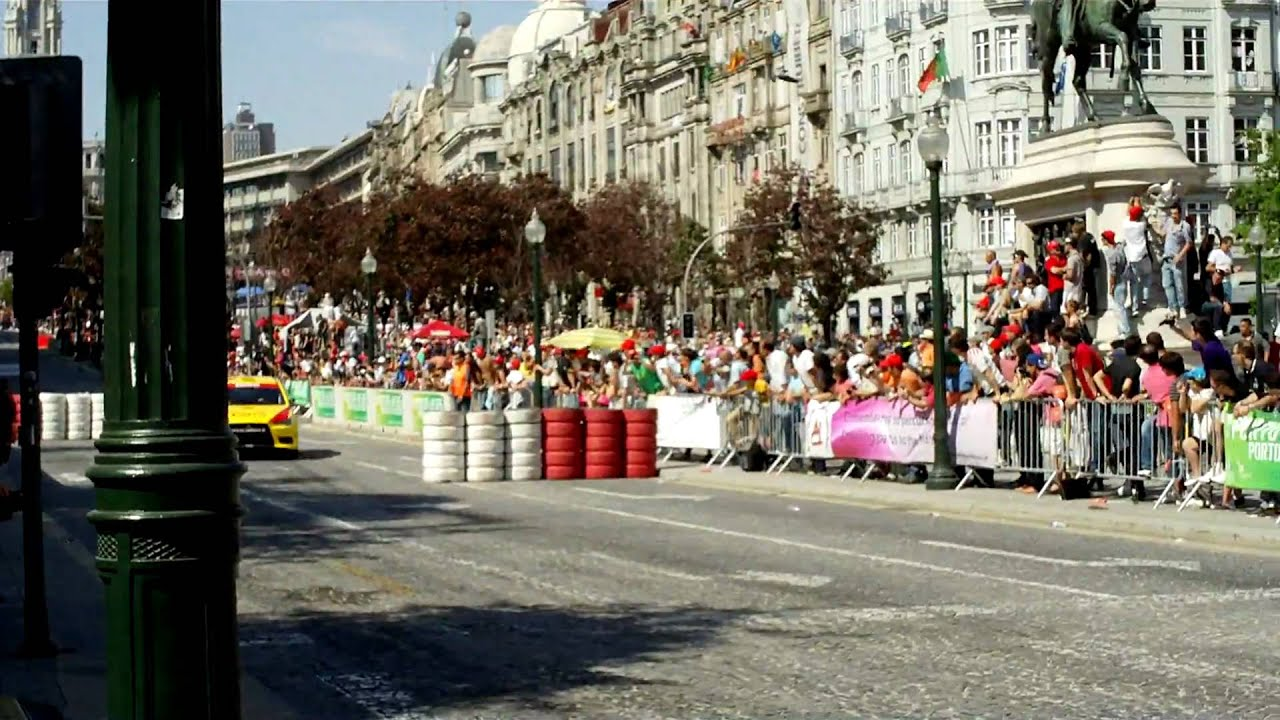
WRC Rally de Portugal Porto Roadshow 2010

No âmbito das suas funções de Vereador responsável pelo Turismo e Lazer na Câmara Municipal do Porto foi um dos principais promotores da presença do roadshow do Rali de Portugal em 2010 [Vodafone Rally de Portugal integrado no Campeonato Mundial de Rali] na Avenida dos Aliados.

No âmbito autárquico destacam-se diferentes iniciativas desenvolvidas ao longo dos dois mandatos: a Carta Educativa do Porto e todo o reforço da oferta se salas de aula do pré-escolar e 1.º ciclo; o programa Porto de Futuro, que emparelhou as maiores empresas da região, entidades de ensino superior e os agrupamentos de escolas da cidade;  o 1.º Plano Municipal da Juventude, pioneiro no contexto nacional; a dinamização e atração diferentes eventos e projetos na área da cultura e lazer como o Edifício AXA, o 1ª Avenida, o Manobras no Porto, ou eventos de grande projeção internacional como o Extreme Sailing Series ou Primavera Sound, que vieram enriquecer a oferta de grandes eventos internacionais já existente, como o Circuito da Boavista e Red Bull Air Race. Estratégia essa que permitiu conjuntamente com o desenvolvimento de uma nova estratégia de promoção do território, muito assente nos canais digitais e no lançamento da marca oPORTOnity, que o Porto alcançasse em 2012, pela primeira vez o reconhecimento de Melhor Destino Europeu. Liderou também o processo de transformação digital da autarquia de onde se destacam, a rede metropolitana de fibra ótica, a rede Wi-Fi gratuito, entre outros, como o Portal do Executivo, o Balcão de Atendimento Virtual, ou o Portal do Turismo do Porto. 

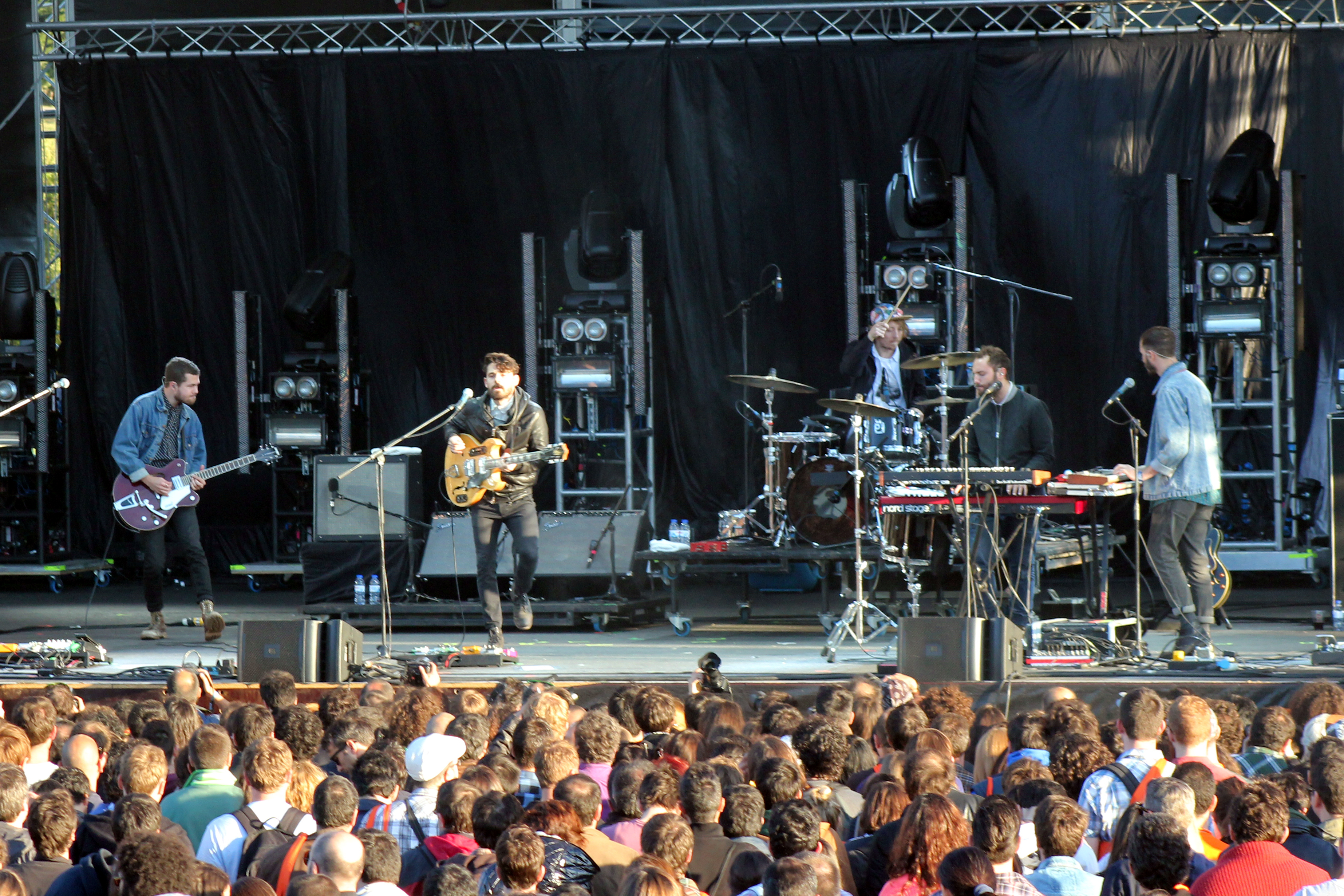
Local Natives no festival Optimus Primavera Sound 2013.

Em 2012 Vladimiro Feliz foi um dos principais responsáveis, enquanto vice-presidente da Câmara Municipal do Porto, por atrair de Barcelona, pela primeira vez fora da capital da catalunha, o festival Primavera Sound. Depois de terem sido apontadas várias cidades europeias, o Porto acabou por ser o destino escolhido para receber o festival, pelas mãos da Ritmos, promotora do Festival Paredes de Coura.
Vladimiro Feliz foi um dos principais responsáveis nas edições de 2011 e 2013 pela promoção do Circuito da Boavista, onde se introduziram inovações relevantes ao nível do traçado, dos conteúdos de entretenimento e onde as motas voltaram a rolar no circuito com a presença de Giacomo Agostini, por exemplo. Em 2005 o Circuito da Boavista renasceu por iniciativa da Câmara Municipal do Porto com a realização do I GP Histórico do Porto até 2013 (é suspenso no Porto em 2015 por falta de capacidade de atrair investimento pela autarquia em 2015, evento que prosseguiu nos anos seguintes em Vila Real). O Circuito da Boavista é um circuito automóvel urbano, não permanente, na cidade do Porto, Portugal. A primeira edição foi em 1931 e com o mesmo traçado estende-se até 1933. Em 1950 com a realização do I Circuito Internacional do Porto dá-se início à segunda fase que se prolongou até 1960.